# Miguel Ángel Carbonell
Miguel Ángel Carbonell (San Martín, Provincia del Chaco, Argentina, 23 de julio de 1972). Es un exfutbolista profesional argentino, se desempeñó en el terreno de juego como delantero y militó en diversos clubes de Argentina y Chile.

## Clubes
| Club                  | País      | Año       |
| --------------------- | --------- | --------- |
| San Telmo             | Argentina | 1993-1994 |
| Arturo Fernández Vial | Chile     | 1994      |
| San Telmo             | Argentina | 1995-1996 |
| Ñublense              | Chile     | 1997      |
| Cobreloa              | Chile     | 1997      |
| San Telmo             | Argentina | 1998-2005 |